# Välvillighetsprincipen
Inom filosofi och retorik kräver välvillighetsprincipen att uppgifter från en talare bör ses som rationella och tolkningen av talet bör väljas utifrån den position som gör meningsmotståndarens position starkast. 
Det huvudsakliga målet med denna metodologiska princip är att undvika tillskrivning av irrationella, argumentationsfel och falskheter mot en annan individs påstående när det finns en sammanhållen rationell tolkning till påståendet. Denna princip är dels uttryck för både en moralisk skyldighet att respektera sin meningsmotståndare, dels ett sätt att göra sina egna argument starkare genom att se till att den inte vilar på en skadeglad tolkning vilket kan lätt tillbakavisas.
Många argument kan ha dolda premisser vilket kräver logisk styrka. Identifieringen av dessa dolda premisser kan göras genom användandet av välvillighetsprincipen.

## Oklarheter

### Vaghet
När en individ ger ett påstående kan ett uttryck anses vara vagt om det saknas en tydlig innebörd, det vill säga; ett vagt uttryck kan innebära en otydlig intension som kan förändra en menings betydelse vilket kan leda till att tydandet inte är skarpt avgränsat.

### Mångtydighet
En mening kan vara mångtydig när den har två eller flera olika precisa innebörder.
1. Referensiell: Ett ord eller en fras kan referera till olika egenskaper. Personliga pronomen förekommer mest.
2. Grammatiskt/Strukturell: Den grammatiska strukturen gör meningen oklar.
3. Distributiv och kollektiv: Skillnaden mellan att tala om ett uttryck och att använda själva uttrycket. Tolkningen av saker som adjektiv eller substantiv eller verb, vilket kan ha betydelse för om meningen är sannolik.

## Påståenden
1. Analytiska påstående: Sant per definition, det vill säga, det räcker att förstå innebörden av påståendet för att kunna avgöra om något är sant. Exempelvis. "barn är människor".
2. Kontradiktoriska påstående: Falskt per definition, det vill säga, det räcker att förstå innebörden av påståendet för att kunna avgöra om något är uppenbart falskt. Exempelvis. "vissa barn är inte människor".
3. Syntetiska påstående: Kan inte vara ett analytiskt eller kontradiktoriskt påstående. Vi kan förstår innebörden av påståendet men kan inte veta om det är sant eller falskt. Exempelvis. "x har pluggat på juristprogrammet". Det krävs ytterligare undersökning för att kunna säkerställa att påståendet är sant eller falskt.

## Grundläggande strukturer
Enpremissargument: Innehåller endast en premiss och en slutsats. Exempelvis. "x har aldrig lämnat Sverige" kan räcka för att dra slutsatsen att "x har aldrig varit i USA".
Flerpremissargument: Består av en av två strukturer som bestämmer hur slutsatsen ska dras.
- T-Struktur: När det finns flera premisser och alla krävs för att kunna dra en slutsats. Exempelvis. (P1): "Jag har slut på chips", (P2): "Jag har inga pengar och kommer inte få pengar idag", (P3): "Ingen vill ge mig pengar eller chips", (C): Jag kan inte äta chips idag."
- V-Struktur: När premisserna oberoende av varandra ger stöd åt en slutsats. Exempelvis. (P1): "Jag har chips hemma", (P2): "Jag har pengar att köpa chips för", (P3): "Min vän vill ge mig chips", (C): "Jag kommer få äta chips idag".

Komplext argument: Består av två eller flera argument med slutsatser som har en eller flera premisser som alla stöttar varandra. Exempelvis. (P1): "Alla lampor är släckta i mitt hus", (P2): "Det är natt", (S1): "Det är mörkt i huset", (P4): "Om det är mörkt kan jag inte se om min vän äter chips", (S2): "Jag kan inte se om min vän äter chips".
Slutsatsen är ett hjälpargument och därför även en premiss.

## Villkor

### Nödvändiga villkor
A är ett nödvändigt villkor för B så gäller det att om B är fallet så måste även A vara fallet. 
Exempelvis. Det är ett nödvändigt villkor att vara svensk medborgare för att rösta i riksdagsvalet och om någon har röstat i riksdagsvalet så kan slutsatsen dras att hen är svensk medborgare. Men fallet kan också vara så att en svensk medborgare kan ha avstått från att rösta.

### Tillräckliga villkor
A är ett tillräckligt villkor för B så gäller det att om A är fallet så måste även B vara fallet. Exempelvis är att sälja droger ett tillräckligt villkor för att bryta mot lagen. Men även om man inte har sålt droger så kan man fortfarande ha brutit mot lagen för exempelvis fortkörning eller snatteri.